# Siersleben
Siersleben is een plaats en voormalige gemeente in de Duitse deelstaat Saksen-Anhalt, en maakt deel uit van de Landkreis Mansfeld-Südharz.
Siersleben telt 1.611 inwoners.

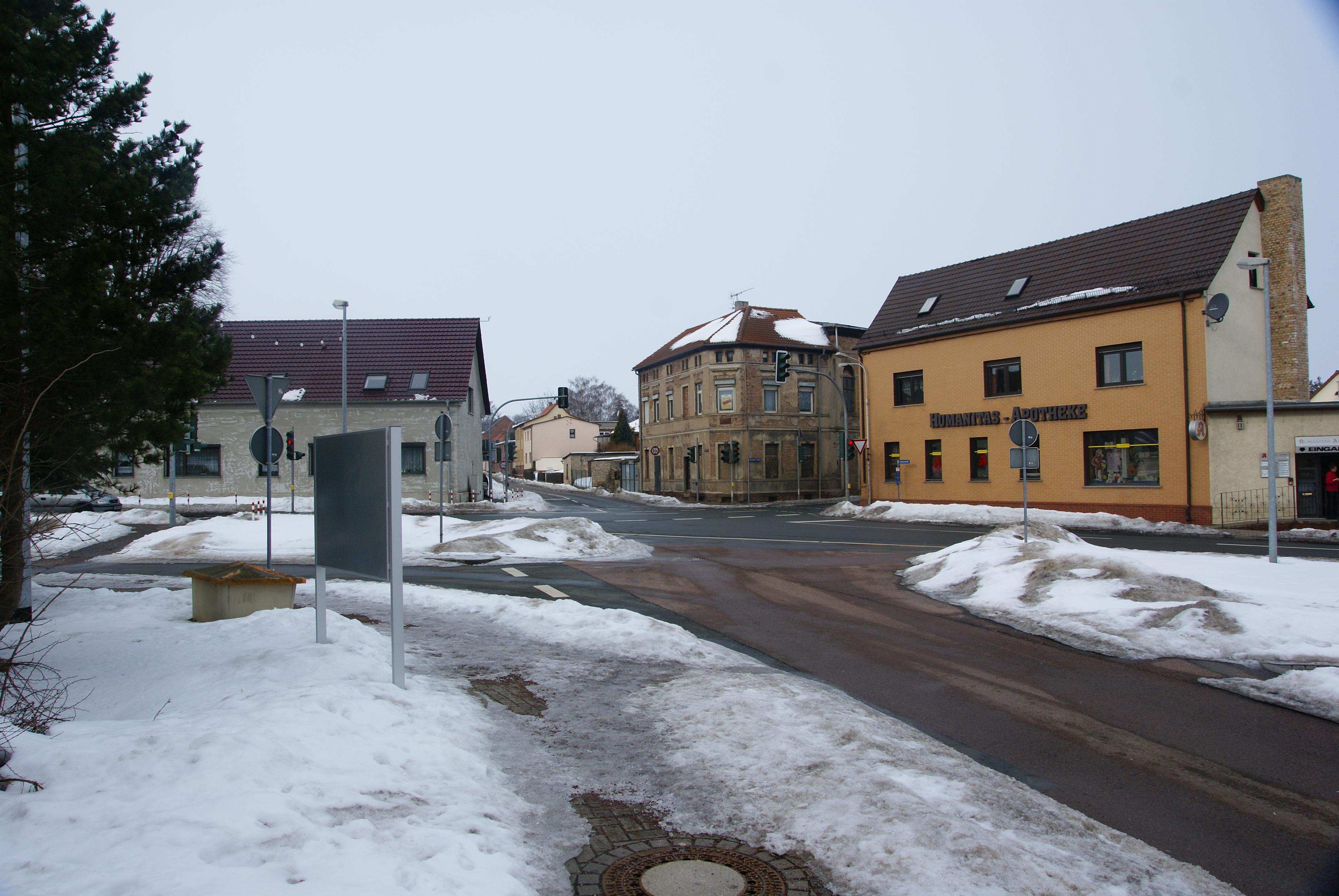
Siersleben
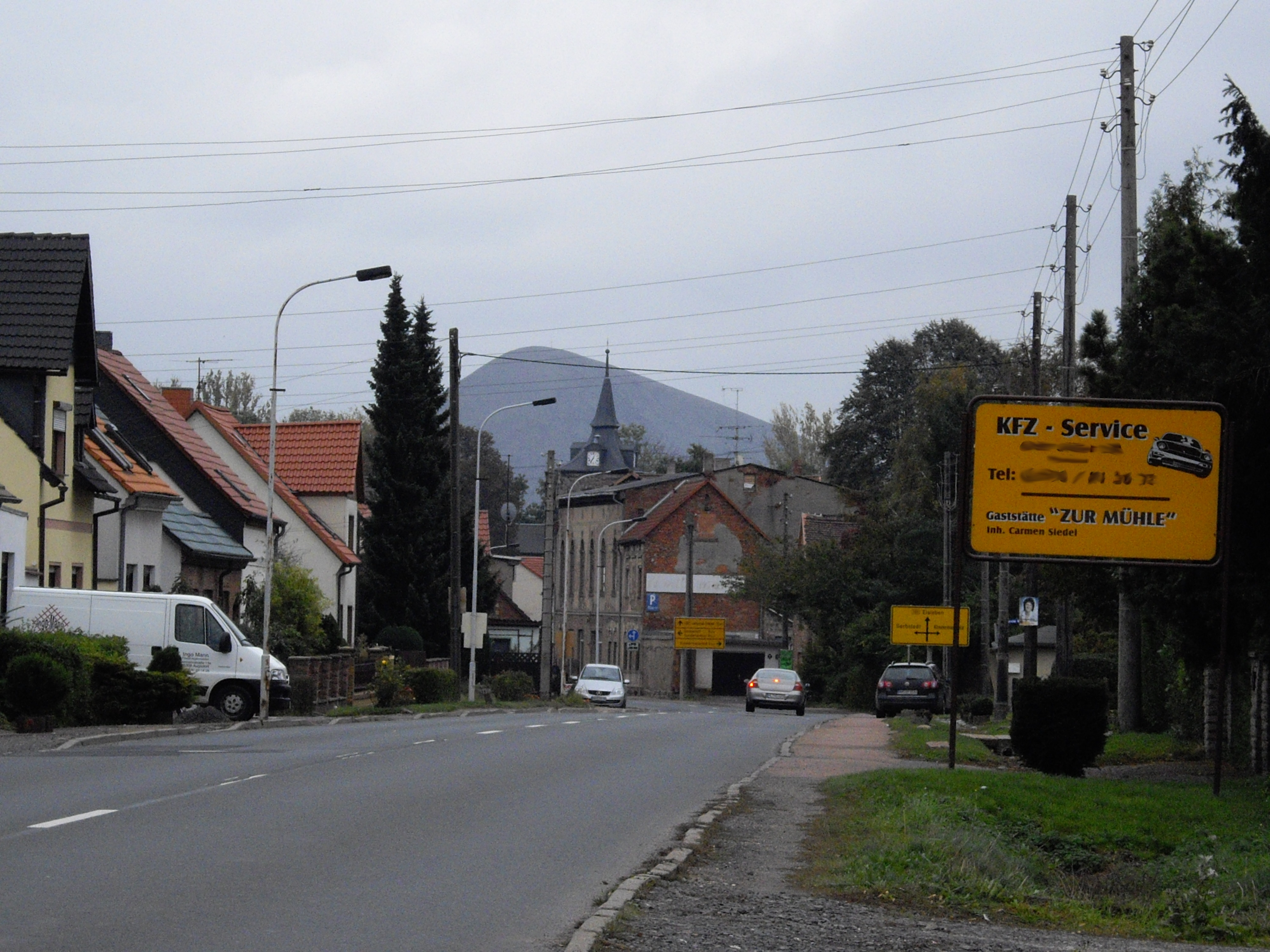
Hoofdstraat van Siersleben
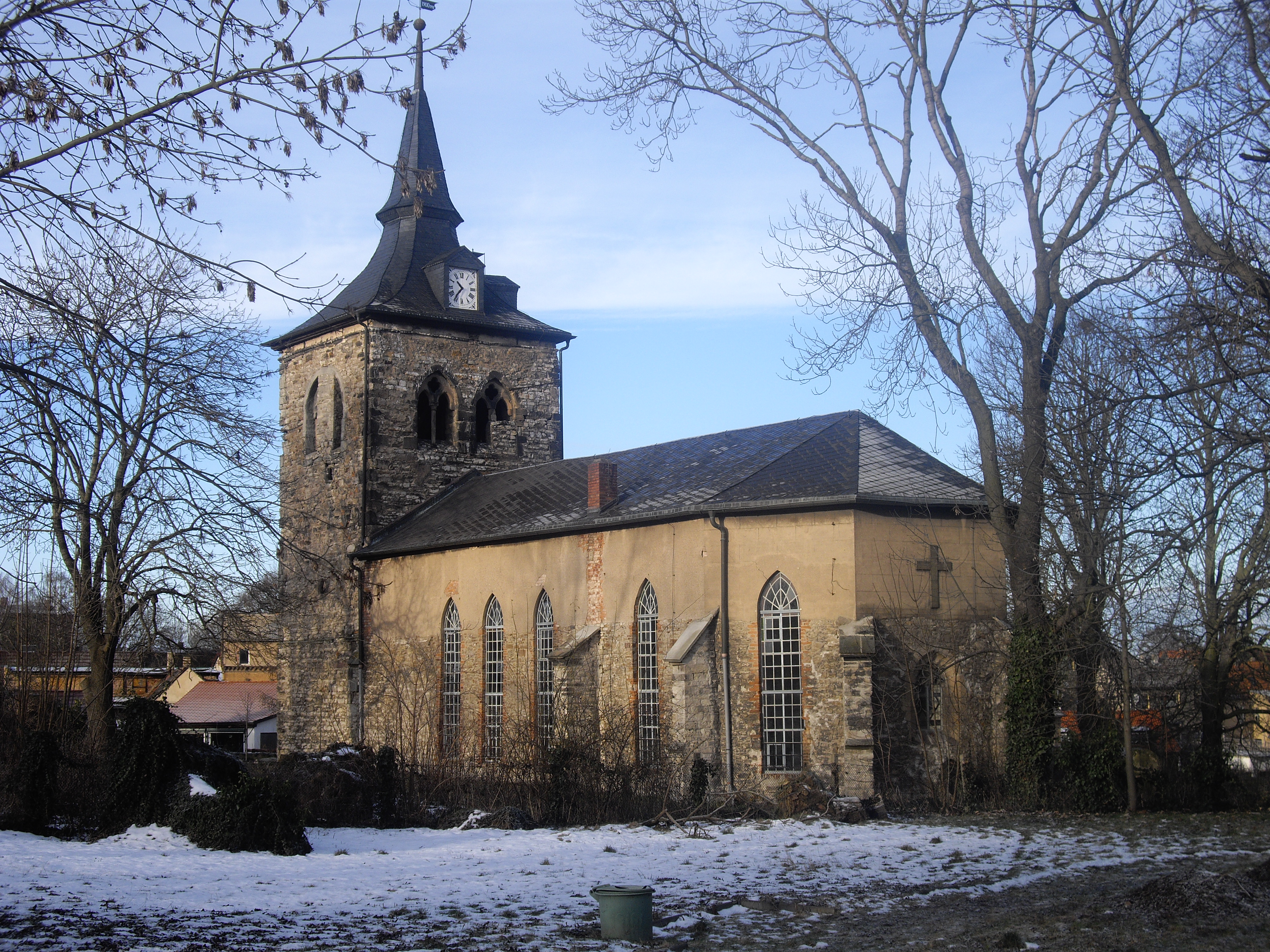
St. Andreaskerk